# Tokoname

Localisation de la ville de Tokoname dans la préfecture d'Aichi.

Tokoname (常滑市, Tokoname-shi) est une ville située dans la préfecture d'Aichi, sur l'île de Honshū, au Japon.

## Géographie

### Situation
À environ 30 km au sud de Nagoya et 300 km au sud-ouest de Tokyo, la ville de Tokoname s'étend sur la péninsule de Chita, au Japon. Elle est bordée au nord par la ville de Chita, au sud par le village de Mihama, à l'est par la ville de Handa et les villages d'Agui et Taketoyo, et à l'ouest par la baie d'Ise.

### Démographie
En 2020, la population de la ville était de 58 710 habitants répartis sur une superficie de 55,63 km2.

## Histoire
Les arrondissements d'Onizaki, Nishiura, Ōno, Miwa et Kosugaya sont d'anciens villages administrativement fusionnés avec Tokoname lors de la fondation de la ville le 1er avril 1954, puis en 1957.

## Économie
La céramique industrielle est un secteur important de l'économie de Tokoname avec l'entreprise INAX qui produit des équipements sanitaires et matériaux de revêtement. Au début du XXe siècle, Tokoname était un centre majeur de production de tuyauterie et canalisation en céramique, exportée dans tout le Japon. Les grands fours de cuisson qui subsistent aujourd'hui sont la trace de cette histoire industrielle.

## Transports

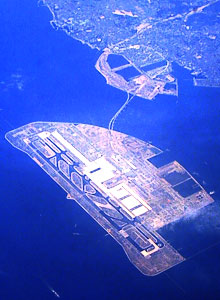
Aéroport international du Chūbu.

L'aéroport international du Chūbu Centrair se situe à Tokoname et a ouvert ses portes le 17 février 2005.
Tokoname est reliée à Nagoya par les lignes Tokoname et Aéroport de la compagnie Meitetsu. Huit gares de ces lignes se trouvent sur le territoire de la ville, dont la gare de Tokoname. Des lignes régulières de ferry traversent la baie et relient Tokoname aux villes de Tsu, Toba, Yokkaichi et Matsusaka depuis l'aéroport.

## Culture locale et patrimoine

### Artisanat traditionnel
Tokoname est spécialisée dans l'art de la céramique. La ville est le plus ancien et le plus important des six anciens centres de poteries du Japon (Six Anciens Fours du Japon) avec Shigaraki, Bizen, Tanba, Echizen et Seto. On y produit de la céramique depuis la fin de l'époque Heian (XIe siècle) et on retrouve des traces de ces productions à Kamakura ou sur la côte nord de Honshū. Le style des poteries issues des fours de Tokoname étant très proche de ceux de Shigaraki, on pense qu'il a existé un échange culturel entre ces deux cités.[réf. nécessaire]
L'artisanat local traditionnel est surtout célèbre pour ses théières. Plus récemment, Tokoname est devenu le premier producteur de manekineko.
Le festival de la poterie se tient chaque été, aux environs du 15 août. De nombreuses expositions et marchés ponctuels ont aussi lieu au cours de l'année à l'initiative des artisans.
Tokoname accueille tous les étés depuis 1985 un atelier international de poterie artisanale et artistique, IWCAT (International Workshop of Ceramic Art in Tokoname).

### Événements
Depuis 2010, l'épreuve japonaise du triathlon Ironman 70.3 a lieu à Tokoname, en septembre.

## Symboles municipaux
Les symboles de Tokoname sont le pin noir du Japon et le camellia sasanqua.